# Super Giant Robot Brothers
Super Giant Robot Brothers (Hermanos Robots Supergigantes en español) es una serie animada de televisión de transmisión de acción y aventuras creada por Víctor Maldonado y Alfredo Torres para Netflix. Fue lanzada el 4 de agosto de 2022.

## Premisa
En el futuro, dos hermanos robots gigantes deben defender una pequeña ciudad del mal intergaláctico de un imperio que envía kajius para destruir el mundo.

## Reparto
- Shiny - Eric Lopez
- Thunder - Chris Diamantopoulos
- Creed - Delbert Hunt
- Alex - Marisa Davila
  - Alex 3 años - Eva Ariel Binder
- Jude Alpha - Murphy Patrick Martin
- Penny Alpha - Jeanine Meyers
- Kia Alpha, Hailey Alpha - Gina Ravera
- Scott Alpha, Doug Alpha y Jeff - Chris Jai Alex
- Sargenta - Rena Owen
- Chen - N/A
- Gary, Maestro Overlord, Arcturo - Tommy Bello Rivas
- Dr. Starface - David Errigo Jr.
- Adam Alpha - Jared Ward
- Magita - Ren Hanami

## Reparto  en latino
- Eduardo Garza
- Edson Matus
- Gerardo Vásquez
- Susana Moreno
- Nycolle González
- Rolando de la Fuente
- Betzabé Jara
- Sergio Morel
- Javier Olguín
- Nacho Rodríguez
- Desireé González
- Luz Karen Valencia
- Ale Delint
- Magda Giner
- Ismael Verástegui
- Sebastián Llapur
- César Parra
- Alan Velázquez
- Frank El Regio
- Isabel Romo

## Producción
La serie se anunció en junio de 2021. Los personajes y los entornos se renderizan con Unreal Engine y, a su vez, se animan a través de la captura de movimiento.